# Агенти розвідок
«Аге́нти ро́звідок» (англ. The Game, буквально «Гра») — британський багатосерійний телефільм компанії BBC Cymru Wales 2014 року, шпигунський мінісеріл про протистояння агентів британської контррозвідки МІ5 та КДБ СРСР у часи Холодної війни. Автор ідеї та сценарію Тобі Вітгауз (Toby Whithouse). Прем'єра серіалу відбулася на британському і американському телеканалах «Бі-бі-сі» 5 листопада – 10 грудня 2014 року.

## Синопсис
Голова британської контррозвідки МІ5, відомий під ім'ям «Татко» (актор Браян Кокс), створює спеціальний підрозділ для перевірки отриманої від перебіжчика Аркадія Малинова інформації про проведення на території Великої Британії операції КДБ під назвою «Скло». До нового підрозділу увійшли: начальник-кар'єрист Боббі Вотергауз (актор Пол Ріттер), представник спецвідділу поліції Джим Фенчерч (Пол Дулі), фахівець із прослуховування Алан (Джонатан Аріс), його дружина, фахівець із поведінкового аналізу Сара Монтаг (Вікторія Гамільтон) і Джо Лемб (Том Г'юз), талановитий агент-оперативник, який, проте, торік провалив завдання в Польщі.

## Виробництво
Про початок виробництва шпигунського міні-серіалу BBC Cymru Wales, уельський підрозділ компанії BBC, оголосив 30 листопада 2012 року.
Знімання розпочалися в серпні 2013 року. Дія серіалу в основному відбувається в Лондоні, проте більшість сцен знята в Бірмінгемі: наприклад, «штаб-квартира МІ5» — це Центральна бібліотека Бірмінгема, «лондонський вокзал» — залізнична станція Мур-стріт, інші «лондонські об'єкти» — бірмінгемський цвинтар Ворстоун-лейн, парк Кеннон-гілл тощо. Натура на «польському узбережжі» знімалася в Уельсі, інтер'єрні сцени на «лондонському залізничному вокзалі» — на залізниці Еклсбурн-Веллі в Дербіширі та інше.
Виконавчими продюсери телефільму стали голова відділу драматичних шоу BBC Cymru Wales Фейт Пенгейл (Faith Penhale), головний виконавчий продюсер BBC Гіларі Селмон (Hilary Salmon) та сценарист «Доктора Хто» й автор ідеї «Гри» Тобі Вітгауз (Toby Whithouse). У 2017 році Вітгауз в інтерв'ю заявив, що незадоволений співпрацею та її результатом. Проте, 24 липня 2015 року він повідомив, що другого сезону не буде, із «сумом» та «розчаруванням».
Серіал «Гра» (в українському показі кабельної мережі «ВОЛЯ» використана назва «Агенти розвідок») складається з шести епізодів, кожен з яких триває близько 60 хвилин.

## У головних ролях
| Актор                                  | Роль                                                                           |
| -------------------------------------- | ------------------------------------------------------------------------------ |
| Том Г'юз (Tom Hughes)                  | Джо Лемб (Joe Lambe), оперативник МІ5                                          |
| Джонатан Аріс (Jonathan Aris)          | Алан Монтаг (Alan Montag), фахівець зі спостереження, чоловік Сари             |
| Вікторія Гамільтон (Victoria Hamilton) | Сара Монтаг (Sarah Montag), оперативник МІ5, заступник Боббі                   |
| Шон Дулі (Shaun Dooley)                | Джим Фенчерч (Jim Fenchurch), детектив спецвідділу поліції                     |
| Браян Кокс (Brian Cox)                 | «Татко» ('Daddy'), голова МІ5                                                  |
| Зана Мар'янович (Zana Marjanović)      | Юлія (Yulia), завербована Джо росіянка, його коханка                           |
| Хлоя Піррі (Chloe Pirrie)              | Венді Стро «Wendy Straw», секретарка голови МІ5                                |
| Пол Ріттер (Paul Ritter)               | Боббі Вотергауз (Bobby Waterhouse), голова контррозвідувального підрозділу МІ5 |
| Євгеній Ситохін (Jevgenij Sitochin)    | Одін (Odin), досвідчений диверсант КДБ, убивця Юлії                            |
| Марчел Юреш (Marcel Iureș)             | Аркадій (Arkady), викладач університету, законсервований агент КДБ             |
| Рейчел Стірлінг (Rachael Stirling)     | Кейт Вілкінсон (Kate Wilkinson), оперативниця військової розвідки МІ6          |
| Горан Навоєч (Goran Navojec)           | Богдан Родченко (Bogdan Rodchenko), армійський товариш Аркадія                 |

## Сюжет
Лондон, Велика Британія. 1972 рік. Джо Лемб — талановитий офіцер служби безпеки МІ5. Він готовий на багато що, аби зібрати розвіддані, яких потребує його бюро. На додаток до цього Джо має приємну зовнішність і вміє викликати прихильність людей до себе, чим він зазвичай користується у своїй роботі. 
Але якось у його житті відбулися зміни. Лемб зустрів Юлію, шеф-кухаря радянського посольства в Польщі, яку йому вдалося завербувати. Після тривалої співпраці серце Джо не встояло перед почуттями до дівчини. Лемб навіть пробує на бік Радянського Союзу, адже він хоче бути з Юлією і вірить у спільне майбутнє, проте його заарештовують, а кохану вбивають люди з КДБ.
Глава контррозвідки МІ5, відомий як «Татко» — адже ніхто не знає його справжнього імені, володіє міцним інтелектом і величезними зв'язками в політичних колах. Він один із небагатьох має реальне уявлення про загрози для Сполученого Королівства. Директор служби безпеки отримує тривожну інформацію від перебіжчика з боку СРСР Аркадія Малинова про секретну операцію КДБ «Скло». Для перевірки отриманих даних «Татко» створює новий підрозділ  із найкращих співробітників, кожен із яких, однак, має свої вади та таємниці.
У відділ увійшли: Боббі Вотергауз — керівник відділу контррозвідки, кар'єрист і людина з великими амбіціями; представник спеціального відділу поліції Джим Фенчерч; Алан Монтаг, що володіє неабиякими знаннями в техніці прослуховування, завдяки яким не раз виручав MI5, та його дружина Сара — психолог і відмінний фахівець з поведінкового аналізу, чиї поради часто допомагали агентам. А також Джо Лемб, за якого після його провалу в Польщі заступився особисто «Татко». 
Новоспечений підрозділ має вступити в небезпечну гру з радянською розвідкою, адже, судячи з усього, плани секретної операції «Скло» можуть катастрофічно загрожувати національній безпеці Великій Британії.

## Реліз
Міні-серіал «Гра» («Агенти розвідок») уперше показаний каналом BBC Worldwide в Ліверпулі в 2014 році. 5 листопада відбулася повноцінна прем'єра на каналі BBC America, 23 березня 2015 року — на BBC First в Австралії, 30 квітня — на BBC Two у Великій Британії.
На DVD серіал вийшов у США після показу на каналі BBC America. Після трансляції на BBC Two серіал випущений у Великій Британії — на DVD і Blu-ray (8 червня 2015 року).

## Список епізодів

### Прем'єри серій
| Номер епізоду | Дата показу       | Назва         | Оригінальна назва |
| ------------- | ----------------- | ------------- | ----------------- |
| 1             | 5 листопада 2014  | Епізод один   | Episode One       |
| 2             | 12 листопада 2014 | Епізод два    | Episode Two       |
| 3             | 19 листопада 2014 | Епізод три    | Episode Three     |
| 4             | 26 листопада 2014 | Епізод чотири | Episode Four      |
| 5             | 3 грудня 2014     | Епізод п'ять  | Episode Five      |
| 6             | 10 грудня 2014    | Епізод шість  | Episode Six       |

### Зміст серій
| Номер серії | Назва                                | Режисер                           | Сценарист                                                   | Дата виходу       |
| --- | ------------------------------------ | --------------------------------- | ----------------------------------------------------------- | ----------------- |
| 1 | «Епізод один» «англ. Episode One»    | Найл Маккормік (Niall MacCormick) | Тобі Вітгауз (Toby Whithouse)                               | 5 листопада 2014  |
| Польща, 1971. Агент британської розвідки Джо намагається перейти на бік СРСР, але натомість утрачає кохану та свободу. Лондон, 1972 рік. Після повідомлення російського професора-перебіжчика голова МІ5 збирає спеціальний підрозділ для протидії таємній операції КДБ «Скло».                                                                                            |                                      |                                   |                                                             |                   |
| 2 | «Епізод два» «англ. Episode Two»     | Найл Маккормік (Niall MacCormick) | Тобі Вітгауз (Toby Whithouse)                               | 12 листопада 2014 |
| Для ефективної роботи проти КДБ спецпідрозділу МІ5 потрібен жорстокий убивця Том Меллорі, який перебуває у в’язниці; Джо намагається вислідити Одіна, який рік тому вбив його кохану Юлію. |                                      |                                   |                                                             |                   |
| 3 | «Епізод три» «англ. Episode Three»   | Найл Маккормік (Niall MacCormick) | Тобі Вітгауз (Toby Whithouse)                               | 19 листопада 2014 |
| Команда контррозвідки виявляє законсервованого радянського шпигуна серед найвищого військового командування; «Тато» намагається допомогти своїй улюблениці, китайській балерині, отримати політичний притулок. |                                      |                                   |                                                             |                   |
| 4 | «Епізод чотири» «англ. Episode Four» | Деніел О'Хара (Daniel O'Hara)     | Деббі О'Мейлі (Debbie O'Malley)                             | 26 листопада 2014 |
| Агенти МІ5 здивовані, що Аркадій готовий ризикувати своїм життям, і Джо намагається розкрити істинні наміри перебіжчика; Алан розкриває таємницю, яка ставить під загрозу його з Сарою шлюб, а секрет іншого члена команди – Боббі – загрожує його блискучій кар'єрі. |                                      |                                   |                                                             |                   |
| 5 | «Епізод п'ять» «англ. Episode Five»  | Деніел О'Хара (Daniel O'Hara)     | Тобі Вітгауз (Toby Whithouse), Сара Доллард (Sarah Dollard) | 3 грудня 2014     |
| Підрозділ контррозвідників шокований тим, що серед них виявився «кріт» противника, на розкриття якого кинуті всі наявні сили, включаючи секретарку Венді; Алан приймає психологічно складне та смертельно небезпечне рішення, аби захистити свою дружину Сару; через витік інформації під загрозою опиняється і життя Джо.                                                 |                                      |                                   |                                                             |                   |
| 6 | «Епізод шість» «англ. Episode Six»   | Деніел О'Хара (Daniel O'Hara)     | Тобі Вітгауз (Toby Whithouse)                               | 10 грудня 2014    |
| Лондон під атаками диверсантів, надсекретна інформація – в руках противника завдяки подвійному агенту-«кроту», операція КДБ «Скло» мчиться до своєї моторошної кульмінації. Військова контррозвідка МІ5 не встигає за діями КДБ, а Венді з Аланом викривають зраду на найвищих рівнях влади. Велику Британію можуть врятувати тільки рішучі дії розвідників-професіоналів. |                                      |                                   |                                                             |                   |